# Skunks
Skunks (Mephitis) – rodzaj ssaków z podrodziny Mephitinae w obrębie rodziny skunksowatych (Mephitidae). 

## Rozmieszczenie geograficzne
Rodzaj obejmuje gatunki występujące w Ameryce Północnej i Środkowej. 

## Morfologia
Długość ciała (bez ogona) samic 17–34 cm, samców 23–40 cm, długość ogona 15–47 cm; masa ciała samic 600–3600 g, samców 800–4100 g. 

## Systematyka
Rodzaj zdefiniował w 1795 roku francuscy zoolodzy Étienne Geoffroy Saint-Hilaire i Frédéric Cuvier w artykule zatytułowanym Teriologia. Wspomnienia o nowym podziale ssaków i o zasadach, które muszą służyć jako podstawa w tego rodzaju pracy, odczytana przed Towarzystwem Historii Naturalnej pierwszego dnia trzeciego miesiąca roku, przez obywateli opublikowanym na łamach „Magasin Encyclopédique”. Gatunkiem typowym jest (oznaczenie monotypowe) skunks zwyczajny (M. mephitis).

### Etymologia
- Mephitis (Mephritis, Mephites): łac. mephitis ‘obrzydliwy zapach’[12].
- Chincha: chinche lub chincha, być może jakieś rodzime nazwy[13]. Gatunek typowy (oznaczenie monotypowe): Chincha americana Lesson, 1842 (= Viverra mephitis von Schreber, 1776).
- Mammephitisus: modyfikacja zaproponowana przez meksykańskiego przyrodnika Alfonso Luisa Herrerę w 1899 roku polegająca na dodaniu do nazwy rodzaju przedrostka Mam (od Mammalia)[14].
- Leucomitra: gr. λευκος leukos ‘biały’; μιτρα mitra ‘czapka, opaska’[15]. Gatunek typowy (oryginalne oznaczenie): Mephitis macroura Lichtenstein, 1832.

### Podział systematyczny
Do rodzaju należą następujące występujące współcześnie gatunki: 
| Grafika | Gatunek           | Autor i rok opisu     | Nazwa zwyczajowa | Podgatunki     | Rozmieszczenie geograficzne | Podstawowe wymiary                       | Status IUCN |
| ------- | ----------------- | --------------------- | ---------------- | -------------- | --- | ---------------------------------------- | ----------- |
|         | Mephitis mephitis | (von Schreber, 1776)  | skunks zwyczajny | 13 podgatunków | środkowa i południowa Kanada (od Kolumbii Brytyjskiej do Zatoki Hudsona i Nowej Szkocji) przez całe Stany Zjednoczone do północnego Meksyku; zakres wysokości: 0–1800 m n.p.m.                                 | DC: 17–40 cm DO: 15–47 cm MC: 0,6–4,1 kg | LC          |
|         | Mephitis macroura | H. Lichtenstein, 1832 | skunks ogoniasty | 4 podgatunki   | południowe Stany Zjednoczone (południowa Arizona, Nowy Meksyk i Teksas), na południe przez cały Meksyk (nieobecny na półwyspie Jukatan) do Hondurasu, Nikaragui i Kostaryki; zakres wysokości: 0–3110 m n.p.m. | DC: 28–31 cm DO: 27–43 cm MC: 882–957 g  | LC          |

Kategorie IUCN:  LC  – gatunek najmniejszej troski.
Opisano również plioceński wymarły gatunek z Ameryki Północnej:
- Mephitis rexroadensis Hibbard, 1952